# Mixed Match Challenge
La Mixed Match Challenge è stato un torneo di wrestling a coppie di sesso opposto organizzato dalla WWE e trasmesso in diretta su Facebook Watch nel 2018.

## Edizioni

### Prima edizione
La prima edizione della Mixed Match Challenge si è svolta tra il 16 gennaio e il 3 aprile 2018.

#### Partecipanti
| Coppia                        | Brand     |
| ----------------------------- | --------- |
| Alexa Bliss e Braun Strowman  | Raw       |
| Asuka e The Miz               | Raw       |
| Bayley e Elias                | Raw       |
| Mandy Rose e Goldust          | Raw       |
| Nia Jax e Apollo Crews        | Raw       |
| Sasha Banks e Finn Bálor      | Raw       |
| Becky Lynch e Sami Zayn       | SmackDown |
| Carmella e Big E              | SmackDown |
| Charlotte Flair e Bobby Roode | SmackDown |
| Lana e Rusev                  | SmackDown |
| Naomi e Jimmy Uso             | SmackDown |
| Natalya e Shinsuke Nakamura   | SmackDown |

#### Torneo
|  | Ottavi di finale 16 gennaio 2018–20 febbraio 2018 | Ottavi di finale 16 gennaio 2018–20 febbraio 2018 | Ottavi di finale 16 gennaio 2018–20 febbraio 2018 |                  |               | Quarti di finale 27 febbraio 2018–13 marzo 2018 | Quarti di finale 27 febbraio 2018–13 marzo 2018 | Quarti di finale 27 febbraio 2018–13 marzo 2018 |  |  | Semifinali 20 marzo 2018–27 marzo 2018 | Semifinali 20 marzo 2018–27 marzo 2018 | Semifinali 20 marzo 2018–27 marzo 2018 |  |  | Finale 3 aprile 2018 | Finale 3 aprile 2018 | Finale 3 aprile 2018 |  |
|  |                                                   |                                                   |                                                   |                  |               |                                                 |                                                 |                                                 |  |  |                                        |                                        |                                        |  |  |                      |                      |                      |  |
|  | Asuka e Miz                                       | Asuka e Miz                                       | Sottomissione                                     |                  |               |                                                 |                                                 |                                                 |  |  |                                        |                                        |                                        |  |  |                      |                      |                      |  |
|  | Asuka e Miz                                       | Asuka e Miz                                       | Sottomissione                                     |                  |               |                                                 |                                                 |                                                 |  |  |                                        |                                        |                                        |  |  |                      |                      |                      |  |
|  | Carmella e Big E                                  | Carmella e Big E                                  | 9:49                                              |                  |               |                                                 |                                                 |                                                 |  |  |                                        |                                        |                                        |  |  |                      |                      |                      |  |
|  | Carmella e Big E                                  | Carmella e Big E                                  | 9:49                                              |                  | Asuka e Miz   | Asuka e Miz                                     | Schienamento                                    |                                                 |  |  |                                        |                                        |                                        |  |  |                      |                      |                      |  |
|  |                                                   |                                                   |                                                   |                  | Asuka e Miz   | Asuka e Miz                                     | Schienamento                                    |                                                 |  |  |                                        |                                        |                                        |  |  |                      |                      |                      |  |
|  |                                                   |                                                   | Banks e Bálor                                     | Banks e Bálor    | 12:45         |                                                 |                                                 |                                                 |  |  |                                        |                                        |                                        |  |  |                      |                      |                      |  |
|  | Natalya e Shinsuke Nakamura                       | Natalya e Shinsuke Nakamura                       | Banks e Bálor                                     | Banks e Bálor    | 12:45         | 12:48                                           |                                                 |                                                 |  |  |                                        |                                        |                                        |  |  |                      |                      |                      |  |
|  | Natalya e Shinsuke Nakamura                       | Natalya e Shinsuke Nakamura                       |                                                   |                  |               |                                                 |                                                 |                                                 |  |  |                                        |                                        |                                        |  |  |                      |                      |                      |  |
|  | Sasha Banks e Finn Bálor                          | Sasha Banks e Finn Bálor                          | Sottomissione                                     |                  |               |                                                 |                                                 |                                                 |  |  |                                        |                                        |                                        |  |  |                      |                      |                      |  |
|  | Sasha Banks e Finn Bálor                          | Sasha Banks e Finn Bálor                          | Sottomissione                                     |                  | Asuka e Miz   | Asuka e Miz                                     | Sottomissione                                   |                                                 |  |  |                                        |                                        |                                        |  |  |                      |                      |                      |  |
|  |                                                   |                                                   |                                                   |                  |               |                                                 |                                                 |                                                 |  |  |                                        |                                        |                                        |  |  |                      |                      |                      |  |
|  |                                                   |                                                   | Bliss e Strowman                                  | Bliss e Strowman | 11:20         |                                                 |                                                 |                                                 |  |  |                                        |                                        |                                        |  |  |                      |                      |                      |  |
|  | Naomi e Jimmy Uso                                 | Naomi e Jimmy Uso                                 | Bliss e Strowman                                  | Bliss e Strowman | 11:20         | Schienamento                                    |                                                 |                                                 |  |  |                                        |                                        |                                        |  |  |                      |                      |                      |  |
|  | Naomi e Jimmy Uso                                 | Naomi e Jimmy Uso                                 |                                                   |                  |               |                                                 |                                                 |                                                 |  |  |                                        |                                        |                                        |  |  |                      |                      |                      |  |
|  | Mandy Rose e Goldust                              | Mandy Rose e Goldust                              | 10:14                                             |                  |               |                                                 |                                                 |                                                 |  |  |                                        |                                        |                                        |  |  |                      |                      |                      |  |
|  | Mandy Rose e Goldust                              | Mandy Rose e Goldust                              | 10:14                                             |                  | Naomi e Uso   | Naomi e Uso                                     | 10:35                                           |                                                 |  |  |                                        |                                        |                                        |  |  |                      |                      |                      |  |
|  |                                                   |                                                   |                                                   |                  | Naomi e Uso   | Naomi e Uso                                     | 10:35                                           |                                                 |  |  |                                        |                                        |                                        |  |  |                      |                      |                      |  |
|  |                                                   |                                                   | Bliss e Strowman                                  | Bliss e Strowman | Schienamento  |                                                 |                                                 |                                                 |  |  |                                        |                                        |                                        |  |  |                      |                      |                      |  |
|  | Becky Lynch e Sami Zayn                           | Becky Lynch e Sami Zayn                           | Bliss e Strowman                                  | Bliss e Strowman | Schienamento  | 11:15                                           |                                                 |                                                 |  |  |                                        |                                        |                                        |  |  |                      |                      |                      |  |
|  | Becky Lynch e Sami Zayn                           | Becky Lynch e Sami Zayn                           |                                                   |                  |               |                                                 |                                                 |                                                 |  |  |                                        |                                        |                                        |  |  |                      |                      |                      |  |
|  | Alexa Bliss e Braun Strowman                      | Alexa Bliss e Braun Strowman                      | Schienamento                                      |                  |               |                                                 |                                                 |                                                 |  |  |                                        |                                        |                                        |  |  |                      |                      |                      |  |
|  | Alexa Bliss e Braun Strowman                      | Alexa Bliss e Braun Strowman                      | Schienamento                                      |                  | Asuka e Miz   | Asuka e Miz                                     | Schienamento                                    |                                                 |  |  |                                        |                                        |                                        |  |  |                      |                      |                      |  |
|  |                                                   |                                                   |                                                   |                  |               |                                                 |                                                 |                                                 |  |  |                                        |                                        |                                        |  |  |                      |                      |                      |  |
|  |                                                   |                                                   | Flair e Roode                                     | Flair e Roode    | 20:00         |                                                 |                                                 |                                                 |  |  |                                        |                                        |                                        |  |  |                      |                      |                      |  |
|  | Charlotte Flair e Bobby Roode                     | Charlotte Flair e Bobby Roode                     | Flair e Roode                                     | Flair e Roode    | 20:00         | Schienamento                                    |                                                 |                                                 |  |  |                                        |                                        |                                        |  |  |                      |                      |                      |  |
|  | Charlotte Flair e Bobby Roode                     | Charlotte Flair e Bobby Roode                     |                                                   |                  |               |                                                 |                                                 |                                                 |  |  |                                        |                                        |                                        |  |  |                      |                      |                      |  |
|  | Nia Jax e Apollo Crews                            | Nia Jax e Apollo Crews                            | 10:39                                             |                  |               |                                                 |                                                 |                                                 |  |  |                                        |                                        |                                        |  |  |                      |                      |                      |  |
|  | Nia Jax e Apollo Crews                            | Nia Jax e Apollo Crews                            | 10:39                                             |                  | Flair e Roode | Flair e Roode                                   | Schienamento                                    |                                                 |  |  |                                        |                                        |                                        |  |  |                      |                      |                      |  |
|  |                                                   |                                                   |                                                   |                  | Flair e Roode | Flair e Roode                                   | Schienamento                                    |                                                 |  |  |                                        |                                        |                                        |  |  |                      |                      |                      |  |
|  |                                                   |                                                   | Lana e Rusev                                      | Lana e Rusev     | 11:02         |                                                 |                                                 |                                                 |  |  |                                        |                                        |                                        |  |  |                      |                      |                      |  |
|  | Bayley e Elias                                    | Bayley e Elias                                    | Lana e Rusev                                      | Lana e Rusev     | 11:02         | 9:38                                            |                                                 |                                                 |  |  |                                        |                                        |                                        |  |  |                      |                      |                      |  |
|  | Bayley e Elias                                    | Bayley e Elias                                    |                                                   |                  |               |                                                 |                                                 |                                                 |  |  |                                        |                                        |                                        |  |  |                      |                      |                      |  |
|  | Lana e Rusev                                      | Lana e Rusev                                      | Schienamento                                      |                  |               |                                                 |                                                 |                                                 |  |  |                                        |                                        |                                        |  |  |                      |                      |                      |  |
|  | Lana e Rusev                                      | Lana e Rusev                                      | Schienamento                                      |                  | Flair e Roode | Flair e Roode                                   | Schienamento                                    |                                                 |  |  |                                        |                                        |                                        |  |  |                      |                      |                      |  |
|  |                                                   |                                                   |                                                   |                  |               |                                                 |                                                 |                                                 |  |  |                                        |                                        |                                        |  |  |                      |                      |                      |  |
|  |                                                   |                                                   | Banks e Bálor                                     | Banks e Bálor    | 13:03         |                                                 |                                                 |                                                 |  |  |                                        |                                        |                                        |  |  |                      |                      |                      |  |
|  | BYE                                               |                                                   | Banks e Bálor                                     | Banks e Bálor    | 13:03         |                                                 |                                                 |                                                 |  |  |                                        |                                        |                                        |  |  |                      |                      |                      |  |
|  |                                                   |                                                   |                                                   |                  |               |                                                 |                                                 |                                                 |  |  |                                        |                                        |                                        |  |  |                      |                      |                      |  |
|  | BYE                                               |                                                   |                                                   |                  |               |                                                 |                                                 |                                                 |  |  |                                        |                                        |                                        |  |  |                      |                      |                      |  |
|  |                                                   | BYE                                               |                                                   |                  |               |                                                 |                                                 |                                                 |  |  |                                        |                                        |                                        |  |  |                      |                      |                      |  |
|  |                                                   |                                                   |                                                   |                  |               |                                                 |                                                 |                                                 |  |  |                                        |                                        |                                        |  |  |                      |                      |                      |  |
|  |                                                   |                                                   | BYE                                               |                  |               |                                                 |                                                 |                                                 |  |  |                                        |                                        |                                        |  |  |                      |                      |                      |  |
|  | BYE                                               |                                                   |                                                   |                  |               |                                                 |                                                 |                                                 |  |  |                                        |                                        |                                        |  |  |                      |                      |                      |  |
|  |                                                   |                                                   |                                                   |                  |               |                                                 |                                                 |                                                 |  |  |                                        |                                        |                                        |  |  |                      |                      |                      |  |
|  | BYE                                               |                                                   |                                                   |                  |               |                                                 |                                                 |                                                 |  |  |                                        |                                        |                                        |  |  |                      |                      |                      |  |

### Seconda edizione
La seconda edizione della Mixed Match Challenge si è svolta tra il 18 settembre e il 16 dicembre 2018.

#### Partecipanti
| Coppia                       | Brand     |
| ---------------------------- | --------- |
| Alicia Fox e Jinder Mahal    | Raw       |
| Bayley e Finn Bálor          | Raw       |
| Ember Moon e Braun Strowman  | Raw       |
| Mickie James e Bobby Lashley | Raw       |
| Natalya e Bobby Roode        | Raw       |
| Asuka e The Miz              | SmackDown |
| Carmella e R-Truth           | SmackDown |
| Charlotte Flair e AJ Styles  | SmackDown |
| Lana e Rusev                 | SmackDown |
| Naomi e Jimmy Uso            | SmackDown |

#### Torneo
| #  | Coppia                       | V | S | %    |
| -- | ---------------------------- | - | - | ---- |
| 1. | Ember Moon e Braun Strowman  | 4 | 0 | 100% |
| 2. | Mickie James e Bobby Lashley | 3 | 1 | 75%  |
| 3. | Bayley e Finn Bálor          | 2 | 2 | 50%  |
| 4. | Alicia Fox e Jinder Mahal    | 1 | 3 | 25%  |
| 5. | Natalya e Bobby Roode        | 0 | 4 | 0%   |

| #  | Coppia                      | V | S | %    |
| -- | --------------------------- | - | - | ---- |
| 1. | Charlotte Flair e AJ Styles | 4 | 0 | 100% |
| 2. | Asuka e The Miz             | 3 | 1 | 75%  |
| 3. | Naomi e Jimmy Uso           | 2 | 2 | 50%  |
| 4. | Carmella e R-Truth          | 1 | 3 | 25%  |
| 5. | Lana e Rusev                | 0 | 4 | 0%   |

|  | Quarti di finale 27 novembre 2018–4 dicembre 2018 | Quarti di finale 27 novembre 2018–4 dicembre 2018 | Quarti di finale 27 novembre 2018–4 dicembre 2018 |              |  | Semifinali 11 dicembre 2018 | Semifinali 11 dicembre 2018 | Semifinali 11 dicembre 2018 |  |  | Finale 16 dicembre 2018 | Finale 16 dicembre 2018 | Finale 16 dicembre 2018 |
|  |                                                   |                                                   |                                                   |              |  |                             |                             |                             |  |  |                         |                         |                         |
|  |                                                   | Carmella e R-Truth                                | Schienamento                                      |              |  |                             |                             |                             |  |  |                         |                         |                         |
|  |                                                   | Flair e Styles                                    |                                                   |              |  |                             |                             |                             |  |  |                         |                         |                         |
|  |                                                   |                                                   | Carmella e Truth                                  | Schienamento |  |                             |                             |                             |  |  |                         |                         |                         |
|  |                                                   |                                                   |                                                   | Schienamento |  |                             |                             |                             |  |  |                         |                         |                         |
|  |                                                   |                                                   | Asuka e Miz                                       |              |  |                             |                             |                             |  |  |                         |                         |                         |
|  |                                                   | Naomi e Uso                                       |                                                   |              |  |                             |                             |                             |  |  |                         |                         |                         |
|  |                                                   |                                                   |                                                   |              |  |                             |                             |                             |  |  |                         |                         |                         |
|  |                                                   | Asuka e Miz                                       | Sottomissione                                     |              |  |                             |                             |                             |  |  |                         |                         |                         |
|  |                                                   |                                                   |                                                   |              |  |                             |                             |                             |  |  |                         | Carmella e Truth        | Sottomissione           |
|  |                                                   |                                                   |                                                   | Fox e Mahal  |  |                             |                             |                             |  |  |                         |                         |                         |
|  |                                                   | Bayley e Bálor                                    | Schienamento                                      |              |  |                             |                             |                             |  |  |                         |                         |                         |
|  |                                                   | James e Lashley                                   |                                                   |              |  |                             |                             |                             |  |  |                         |                         |                         |
|  |                                                   |                                                   | Bayley e Crews                                    |              |  |                             |                             |                             |  |  |                         |                         |                         |
|  |                                                   |                                                   |                                                   |              |  |                             |                             |                             |  |  |                         |                         |                         |
|  |                                                   |                                                   | Fox e Mahal                                       | Schienamento |  |                             |                             |                             |  |  |                         |                         |                         |
|  |                                                   | Moon e Hawkins                                    | Fox e Mahal                                       | Schienamento |  |                             |                             |                             |  |  |                         |                         |                         |
|  |                                                   |                                                   |                                                   |              |  |                             |                             |                             |  |  |                         |                         |                         |
|  |                                                   | Fox e Mahal                                       | Schienamento                                      |              |  |                             |                             |                             |  |  |                         |                         |                         |

## Albo d'oro
| #  | Date                               | Vincitori          | Brand     |
| -- | ---------------------------------- | ------------------ | --------- |
| 1ª | 16 gennaio 2018–3 aprile 2018      | Asuka e The Miz    | Raw       |
| 2ª | 18 settembre 2018–16 dicembre 2018 | Carmella e R-Truth | SmackDown |